# こじからじお
こじからじおは、『こどものじかん』に関連したインターネットラジオ番組。2007年9月7日よりBEAT☆Net Radio!・ランティスウェブラジオ・こどものじかん公式サイトにて配信されていた。また、2008年7月4日からラジオ大阪でも放送されていた。

## 概要

### パーソナリティ
- 喜多村英梨（九重りん役）
- 真堂圭（鏡黒）
- 門脇舞以（宇佐美々）

### 制作
- バンダイビジュアル
- ランティス

### ネット配信

#### こじからじお
- 配信期間：2007年9月7日 - 2008年8月29日 （全52回）
- 配信日：毎週金曜日
- 配信サイト：BEAT☆Net Radio!、ランティスウェブラジオ、こどものじかん公式サイト

#### こじからじお 2学期
- 配信期間：2008年9月5日 - 2009年6月26日 （全43回）
- 配信日：毎週金曜日
- 配信サイト：BEAT☆Net Radio!、ランティスウェブラジオ、こどものじかん公式サイト

#### 帰ってきた！こじからじお
- 配信期間：2009年7月24日 （全1回）
- 配信サイト：BEAT☆Net Radio!、ランティスウェブラジオ、こどものじかん公式サイト
- 概要：「帰ってきた！こじからじお」と題して2009年7月に一度だけ放送された。屋形船で収録を行った。

### 地上波
- 放送期間：2008年7月4日[2] - 同年9月26日[要出典]
- 放送日時：毎週金曜日 24時30分から25時00分
- 放送局：ラジオ大阪

## コーナー
- 九重りんの「萌える小学生辞典」 - 公開未定の『萌える小学生辞典』に収録する「こどもに言われてときめくフレーズ」を募集する。
- 宇佐美々の「これもオトナの事情ですか？」 - 日常で体験した理不尽な「オトナの事情」を門脇が読み上げ、みんなで泣き寝入りする。
- 鏡黒の「もんもん学級会ハイパー」 - リスナーの悶々とした悩みを真堂がばっさり切り捨てる。

### とらドラジオ！とのコラボコーナー
2009年1月16日の#20と2009年1月25日の#21に『とらドラ！』のラジオである『とらドラジオ！』とのコラボ企画が実現した。喜多村英梨と間島淳司が両方の作品で声を担当していることと、DVDの発売日が同じであることから。なお、#20の本編（20：38 - 22：13）には、とらドラの第1期OPである「プレパレード」が流れ、#21の本編（18：22 - 20：00）には、『とらドラジオ！』の第1期OPである「カ・ラ・ク・リ」が流れた。
- 何でも手乗り団（#20の6：00 - 12:34、#21の4:12 - 8:50） - 大きかったら凶悪で利用しづらいけれど、手乗りサイズにして便利になるものを紹介するコーナー。ただし#21では手乗りにすると困るものを紹介する。
- 今宵、毘沙門天国へ（びしゃもんてんごくへ）（#20の15:29 - 20:16、#21の11:30 - 18:10） - 日常生活でのストレスや悩みをパーソナリティーにぶつけ、それにアドバイスするコーナー。『とらドラジオ！』よりも女性が多いためか、本編よりもキャバクラっぽいので、間島はかなり引き気味だった。

### 終了コーナー
- ハイパー保健体育 - リスナーから大人の女性に欠かせない条件を募集し、その条件をクリア出来るかパーソナリティの3人が挑戦する。
- 社会の時間☆働くおに〜さん - リスナーの職業を募集し、パーソナリティの3人がその職業について勉強していく。
- もんもん学級会 - リスナーが日々悶々していることを募集し、パーソナリティの3人が解決方法を出し合い悩みを解決する。
- 九重りんの「こいこい初恋研究所」 - リスナーから初恋の思い出を募集して理想の初恋を研究する。
- 宇佐美々の「アニメ『こどものじかん2月期』中／出し希望」[3] - 第2シリーズとなる『こどものじかん2月期』中で取り上げて欲しい原作エピソードを募集し紹介する。

## ゲスト

### こじからじお
- #19：私屋カヲル（原作者）
- #34,35：間島淳司（青木大介役）
- #42,43：田中涼子（宝院京子役）

### こじからじお 2学期
- #2,3,18 - 21,30,31,38,39,42,43：間島淳司（青木大介役）
- #10：ノゾミ（Little Nonのボーカル）
- #36,37：岩浪美和（音響監督）
- #38,39：杉田智和（レイジ役）

### 帰ってきた！こじからじお
- ノゾミ（Little Nonのボーカル）
- 私屋カヲル（原作者）

## 関連商品
- こじからじお on CD 〜秋の遠足編〜